# Вассерман, Любовь Шамовна
Лю́ба Ва́серман (Любо́вь Ша́мовна Вассерма́н, идиш ליובע װאַסערמאַן‎‎; 5 декабря 1907, Славатыче, Седлецкая губерния, Российская империя — 5 марта 1975, Кишинёв, Молдавская ССР) — еврейская советская поэтесса. Писала на идише.

## Биография
Любовь Шамовна Вассерман родилась в 1907 году в польском местечке Славатыче в бедной семье. В юношеские годы работала прислугой в богатых домах, читать и писать выучилась самостоятельно и с пятнадцати лет начала сочинять стихи. В 1925 году уехала в подмандатную Палестину, работала в киббуце, на строительстве дорог в Тель-Авиве, затем санитаркой в больнице в Иерусалиме; стала членом Коммунистической партии Палестины, активисткой левого крыла рабочего движения страны. В 1931 году в Тель-Авиве вышел первый поэтический сборник Васерман «Фарнахтн» (Вечера), а в 1934 году она переехала в СССР и поселилась в Биробиджане. Здесь Васерман влилась в формирующуюся литературную среду, публиковала стихи, рассказы, очерки в областной прессе, в журналах «Форпост» и «Бирэбиджан» (Биробиджан), газете «Биробиджанэр Штэрн» (Биробиджанская звезда); вышла замуж за иммигрировавшего из Аргентины актёра Биробиджанского государственного Еврейского Театра (ГОСЕТ) Мойше Бенгельсдорфа.
В начале 1949 года все еврейские учреждения Еврейской автономной области были ликвидированы, школы, радиостанция и театр закрыты, книжные издания на идише из фондов местной библиотеки им. Шолом-Алейхема изъяты и уничтожены. В июле того же года по так называемому «Биробиджанскому делу № 68» были арестованы практически все еврейские литераторы области, включая главного редактора газеты «Биробиджанэр Штэрн» Бузи Миллера, писателей: Исроэла Эмиота, Гершл Рабинкова, Нохэма Фридмана, переводчика Бера Слуцкого и других. По этому же делу была арестована и Любовь Вассерман. После года предварительного следствия 31 мая 1950 года все арестованные были осуждены на 10 лет лагерей; Вассерман переправили в Тайшет, где она находилась до 1956 года.
После освобождения вернулась в Биробиджан, работала в единственной оставшейся в Советском Союзе еврейской газете «Биробиджанер Штэрн». После смерти мужа переехала к сыну в Кишинёв, где провела последние годы жизни. В 1968 и 1987 годах в Хабаровском книжном издательстве вышли две книги стихов Л. Вассерман в переводе на русский язык. В 1980 году в московском издательстве «Радуга» вышел коллективный сборник еврейских поэтов Биробиджана «Родная земля» с переводом на английский язык, куда вошли и стихотворения Любэ Васерман. На идише помимо «Биробиджанэр Штерн» её стихотворения регулярно печатались в московском журнале «Советиш Геймланд» (Советская Родина) и варшавской газете «Фолксштимэ» (Глас народа). Вокальную поэму «Славатич» на стихи поэтессы сочинила молдавский композитор Злата Ткач.

## Семья
Сын — Серго Моисеевич Бенгельсдорф (род. 1937), еврейский журналист и радиоведущий (на идише), пианист, концертмейстер, профессор кишинёвской Академии музыки, театра и изобразительного искусства имени Г. Музическу и музыкального училища имени Штефана Няги; живёт в Израиле.

## Книги
- פֿאַרנאַכטן («Фарнахтн» — вечера). Тель-Авив: Ин Цойм, 1931.
- Горизонты. Хабаровск: Книжное издательство, 1968.
- Родная земля, произведения еврейских писателей Биробиджана (Бузи Миллер, Любэ Васерман, Роман Шойхет, Гершл Рабинков, Сальвадор Боржес). Москва: Радуга, 1980 (на английском языке).
- Благословляю жизнь (составитель и переводчик Леонид Школьник). Хабаровск: Хабаровское книжное издательство, 1987.
- בײַם ים און בײַם טײַך (Бам ям ун бам тайх — У моря и у реки, избранные стихотворения). Тель-Авив: Лейвик-фарлаг, 2016[2].